# 丹波酒井氏
丹波酒井氏（たんばさかいし）は、日本の氏族、平安時代末期から安土桃山時代に丹波国多紀郡を本拠とした国人領主。桓武天皇の皇子、葛原親王の後裔を称した酒井兵衛次郎政親が始祖。丹波有数の古参勢力で鎌倉時代から多紀郡丹南町一帯に勢力を及ぼした。

## 酒井党
丹波酒井氏の出自は古く平安時代まで遡る。その出自は葛原親王の後裔とする説が一般的なものとなっている。しかし、近年では尾張の豪族、千竈氏の後裔とする説が唱えられている。因みに、土気城主の上総酒井氏は、丹波酒井氏の分族とする説もある。承久の乱後、貞光の功績により、弟の政親が多紀郡南西部一帯の酒井荘に所領を与えられ、関東から移住すると同時に平姓から酒井氏を称した。
鎌倉御家人の酒井氏は近隣の宮田荘内の生西悪党三百人の討伐を行うなど徐々に勢力拡大をはかり、後の酒井四家に連なる庶子家が栄えた。政親の次男の政重は油井保の地頭職を世襲し、油井酒井氏の祖になる。政重の兄である孝信は主殿保、犬甘保の地頭職を世襲した。孝信の次男貞信は矢代酒井氏、三男信綱は栗栖野酒井氏の祖になる。矢代酒井氏からさらに、初田酒井氏が分流する。当時の有力な酒井一族はこれらの四家であったが、庶子家が繁栄すると同時に、遺産をめぐっての一族の内紛が絶えなかった。正慶年間には、貞信、信綱、信経の三者が遺領相伝の訴訟を起こし、これについては数年後に決着することになった。そしてこれ以降、貞信は矢代氏、信綱は栗栖野氏、信経は竹内氏を称し、三家は酒井惣領家としての地位を築いていくこととなった。（ただし、後の酒井四家はこれとは別である。時代が下るにつれ、竹内氏の地位は低下し、これに代わって、矢代氏庶流の初田氏と油井保地頭の油井氏が加わり四家となった。）鎌倉幕府倒幕の動きが見られるようになると、酒井氏は足利氏に加勢する。足利尊氏の篠村の旗揚げに参戦したことから、太平記にその名が見られた。
15世紀後半、応仁の乱で戦功をあげた細川氏の被官、波多野清秀が石見国より多紀郡に入植する。これが後の丹波波多野氏である。永正5年（1508年）5月24日、清秀とその子の波多野元清は八上城の前身の奥谷城を拠点に酒井氏らの豪族討伐に出向く。この頃の細川氏は内紛が絶えず、細川高国と細川澄元の両家が抗争を続けていた。澄元派の酒井氏は酒井合戦で戦い、波多野元清の被官、波々伯部大和守、波々伯部民部丞、大芋兵庫助慶氏らに敗れる。その勢いで波多野氏は7月4日には大山荘に攻め入り、7月10日に長澤氏を福徳貴寺合戦で撃退し、長澤日向守元綱を討ち取る。これにより、荘園としての大山荘は滅亡し、長澤氏の支配も終焉をむかえた。長澤氏の後に進藤元弘が大山荘代官として任ぜられるが、波多野氏家臣の長塩元親に押領される。波多野氏に敗れた酒井氏は一時期は衰退したものの、その傘下で重臣に起用された。初田酒井氏の酒井豊教は波多野元秀の書状の発給を行い活躍する。
酒井氏は16世紀頃に旧丹南町一帯に支城館を構え、往来の勢力を取り戻しつつあり、栗栖野城、油井城（尾ノ上城）、油井西城、南矢代城、大沢城、高仙寺城、波賀野城、等々を築いた。『栗栖野信政等連署寄進状』では1564年に一族は団結を図るため、高仙寺を共通の氏寺として酒井四家の大将らは十石ずつ、計四十石を同寺に寄進した。また天正四年（1576年）には八上城城主波多野秀治が油井と矢代へ一反の田を社田として寄進し、波多野氏との連携も欠かさなかった。
1570年代頃から明智光秀の丹波攻めが開始される。このとき酒井氏は波多野氏側として明智勢に対抗した。天正7年（1579）2月18日に、明智光秀が鍛冶である宮田村の次郎太郎と矢代村の与五郎の諸役を免除したという史料が残っている。このことから、この時点で既に酒井氏の所領が明智方の支配下にあることがわかる。つまり、これ以前に酒井氏の諸城が全て落城し、酒井氏は没落したものと思われる。
波多野三兄弟の一人、波多野秀香は波多野秀治の義弟であり、油井酒井氏から波多野氏に養子として迎えられたと言われている。

## 子孫
一族郎党、子孫の多くはそのまま多紀郡の地に残ったが、武士を捨てて農民となる者や、藩へ仕官する者もいた。
また油井酒井氏の油井城（尾ノ上城）城主酒井上野介氏盛の子孫で小田原藩家老、酒井半六がいる。この半六は戦で亡くなった先祖を敬い石灯を寄贈し、今も油井城に安置されている。

## 丹波酒井氏の祖、酒井政親

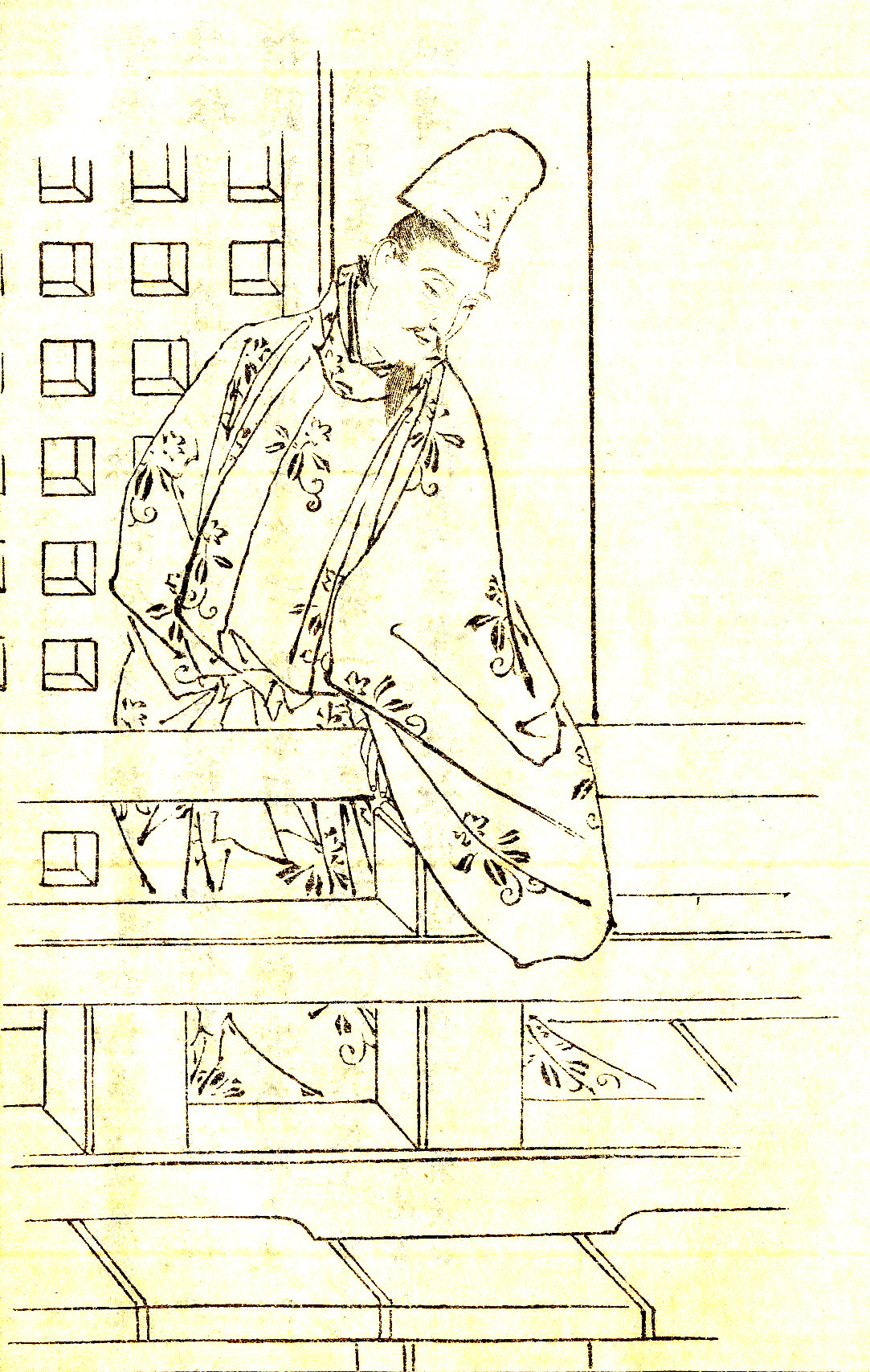
葛原親王像

- 酒井兵衛次郎政親（丹波酒井氏の祖）（丹波酒井氏の祖）承久の乱後、地頭職を得て関東の地より丹波国多紀郡酒井荘に下向する。以後平姓から酒井姓を称し、子孫は酒井荘の地頭職を世襲する。酒井氏宗主家。

## 酒井四家と四大将
- 酒井筑後守信政（栗栖野酒井氏）栗栖野城主。酒井四家のうちの一人で栗栖野酒井氏の大将を務めた。栗栖野城城代であった弟の依信は波多野秀治と共に八上城に籠城した。最後の城主、信定と子孫は農民として栗栖野に落ち延びた。

- 酒井主水介氏治（矢代酒井氏）矢代城主。酒井四家のうちの一人で矢代酒井氏の大将を務める。丹波攻めにおいて大山城主長澤氏の救援のため大山合戦で加勢した。しかし、明智軍による攻撃を受け、討死にする。松尾山山上に始祖の酒井政親と並んで氏治の墓が安直されている。

- 酒井上野介氏盛（油井酒井氏）油井城（尾ノ上城）城主で酒井佐渡守重貞の嫡男。酒井四家のうちの一人で油井酒井氏の大将を務めた。弟は波多野元秀の養子となった波多野秀香。

- 酒井勘四郎氏武（酒井菊夜叉丸）（初田酒井氏）大沢城主。酒井四家のうちの一人で初田酒井氏の大将を務めた。家臣の杉本、石井両氏と明智方に対して徹底的な抗戦をした。その後杉本、石井氏を使者として送り、明智側に降伏した。明智光秀に服従し、本能寺の変後出兵し、近江国大津瀬田において18歳で討死する。

## 家臣団
多紀郡の国人酒井氏は、酒井四家を中心に武士団を編成し、織田氏の丹波平定に抵抗した。
- 杉本氏 -禄庄城主、佐幾山城主で初田酒井氏家臣。杉本氏の出自は、三浦氏の庶流であり、鎌倉一帯を本拠とする土豪であったが、酒井氏にしたがって、相模国から丹波国へ移ってきたものと思われる。当時の家老であった杉本山城守与衛門は主君である初田酒井氏の居城、大沢城の守備に尽力した。居館の山城屋敷の跡が残っている。酒井氏が明智氏に降伏した際には、氏武の使者として明智方に派遣された。また、杉本氏の子孫は江戸期に新田開発を行うなどの活躍をしている。
- 石井氏 -禄庄城主、佐幾山城主で初田酒井氏家臣。石井久兵衛も杉本氏と同様に初田酒井氏の酒井氏武に仕えた。居館の石井屋敷の跡が残っている。酒井氏が明智氏に降伏した際には、氏武の使者として明智方に派遣された。
- 上山氏 -上山肥後守が知られる。油井酒井氏家臣。丹南町に肥後守の屋敷跡が残っている。古森古館跡とも呼ばれる。酒井氏とともに、相模国から移住してきた家臣であったと考えられる。
- 藤田氏 -藤田孫五郎が知られる。油井には藤田館跡が残る。古森古館跡とも呼ばれる。上山氏と同様、酒井氏とともに相模国から移住してきた家臣であったと考えられる。
- 国松氏 -多紀郡の土豪、国松対馬は矢代城主で酒井主水介に仕えた。
- 平野氏 -味間南城主、平野酒造之丞は初田酒井氏の傘下の豪族。
- 谷後氏 -谷後和泉守が知られる。一説には味間北城主とも。八上城落城後に波多野秀治の嫡男、波多野定吉の乳母が和泉守の正室として嫁いだ。
- 安村氏 -安村丞太夫正長が味間北城主として有力か。谷後氏や味間氏とともに味間谷の守備に務めた。
- 本庄氏 -栗栖野酒井党傘下の豪族。酒井一族から酒井姓を付与され、後に酒井氏に改めた。本庄氏一族の酒井藤左衛門重好は帰農後に、豪農として真南条の庄屋となった。子孫には本庄繁大将がいる。